# Firavahana
Firavahana est une commune rurale malgache située dans la pointe est de la région de Bongolava.